# Volkmar Lachmann
Volkmar Lachmann (* 23. September 1921 in Berlin; † 8. Mai 1945 in Berlin-Lichtenberg) war ein deutscher Schriftsteller.

## Leben
Volkmar Lachmann nahm 1941 als Soldat am Afrikafeldzug teil. 1942 wurde er wegen Krankheit aus der Wehrmacht entlassen. Er nahm ein Studium der Rechtswissenschaft auf, das er mit dem Referendarexamen abschloss. Ab 1943 veröffentlichte er in der „Neuen Rundschau“ Erzählungen.
1945 wurde er erneut zur Wehrmacht eingezogen. Er starb bei Kriegsende an einer Lungenentzündung in einem Krankenhaus in Berlin-Lichtenberg und wurde in einem Massengrab beigesetzt.

## Werk
Lachmanns ab 1943 veröffentlichte Erzählungen werden zur Literatur der Inneren Emigration gerechnet. In seinen phantastischen Werken schildert er in erstaunlich ausgereiftem Stil „das Modell einer fiktiven Gegenwelt“ (so sein Entdecker und Förderer Hermann Kasack) zum Dritten Reich, deren Gesellschaft von Matriarchat, Glaube und stoischer Einstellung beherrscht wird. 
Seine postum veröffentlichten Briefe verstärken das Bild eines innerlich in klarer Opposition zum herrschenden Regime stehenden Autors.
In dem Roman Die Stadt hinter dem Strom setzte Kasack Lachmann mit der Figur des Bodo Lachmar ein literarisches Denkmal.

## Werke
- König und Bettelmann. Krefeld o. J.
- Das Jahr des Jünglings. Berlin 1947.
- Die 8 Henna-Legenden. Krefeld 1955.